# Кутужеково
Кутужеково — посёлок в Минусинском районе Красноярского края. Входит в состав Лугавского сельсовета.

## География
Расположен на западном берегу озера Кутужекова. Абсолютная высота — 334 метра над уровнем моря.
Климат
Климат характеризуется как резко континентальный, с продолжительной морозной зимой и коротким тёплым летом. Среднегодовая температура воздуха составляет −3,4°С. Средняя температура воздуха самого тёплого месяца (июля) составляет 16,9 °C; самого холодного (января) — −22,4 °C. Среднегодовое количество атмосферных осадков составляет 510 мм.

## История
Основан в 1920 году. В 1926 году в заимке Кутужекова имелось 18 хозяйств и проживало 86 человек (42 мужчины и 44 женщины). В национальном составе населения того периода преобладали русские. В административном отношении входила в состав Лугавского сельсовета Минусинского района Минусинского округа Сибирского края.

## Население
| 2010 |
| ---- |
| 220  |

Половой состав
По данным Всероссийской переписи населения 2010 года в гендерной структуре населения мужчины составляли 48,6 %, женщины — соответственно 51,4 %.
Национальный состав
Согласно результатам переписи 2002 года, в национальной структуре населения русские составляли 95 % из 232 чел.